# كيفن بورتر (كرة سلة)
كيفن بورتر (بالإنجليزية: Kevin Porter)‏ مواليد 17 أبريل 1950 في شيكاغو، هو مدرب كرة سلة أمريكي ولاعب سابق. بدأ مسيرته الاحترافية في سنة 1972. تم اختياره من قبل فريق واشنطن ويزاردز خلال الدرافت. يبلغ طوله 6 قدم 0 بوصة (1.8 م). اعتزل اللعب في 1983. أحرز خلال مسيرته في الإن بي إيه 7645 نقطة بمعدل 11.6 نقطة في المباراة الواحدة.

## المسيرة الاحترافية
لعب مع واشنطن ويزاردز من سنة 1972 إلى 1975، ثم لعب مع ديترويت بيستونز من سنة 1975 إلى 1978، ثم لعب مع بروكلين نتس في موسم 1977–1978، ثم لعب مع ديترويت بيستونز في موسم 1978–1979، ثم لعب مع واشنطن ويزاردز من سنة 1979 إلى 1983.

## روابط خارجية
- كيفن بورتر على موقع إن بي أي (الإنجليزية)
- كيفن بورتر على موقع سبورتس رفرنس (الإنجليزية)
- كيفن بورتر على موقع كلية كرة السلة في سبورتس رفرنس.كوم (الإنجليزية)
- كيفن بورتر على موقع ريلجم (الإنجليزية)
- كيفن بورتر على موقع بروبوليرز (الإنجليزية)
- كيفن بورتر على موقع كلية كرة السلة في سبورتس رفرنس.كوم (الإنجليزية)